# Каппа Девы
Канг, Каппа Девы (лат. κ Virginis, 98 Девы (лат. 98 Virginis), HD 124294 — двойная звезда в созвездии Девы на расстоянии приблизительно 292 световых лет (около 93 парсек) от Солнца. Визуальная звёздная величина звезды — +4,21m.

## Характеристики
Первый компонент — оранжевый гигант спектрального класса K0, или K2-3III, или K2,5IIIFe-0,5, или K3III. Масса — около 2,079 солнечной, радиус — около 26,397 солнечного, светимость — около 206,434 солнечной. Эффективная температура — около 4588 K.
Второй компонент — коричневый карлик. Масса — около 51,65 юпитерианской. Удалён в среднем на 1,909 а.е..

## Наименование
В китайской астрономии, звезда относится к созвездию «Шея» и астеризму 亢宿 (Kàng Xiù), что означает также «Шея» (англ. Neck), состоящему из Каппа Девы, Йота Девы, Фи Девы и Лямбда Девы. Следовательно, сама Каппа Девы известна как 亢宿一 (Wěi Xiù yī), англ.  the First Star of Neck — «Первая звезда Шеи»).
В 2016 году Международный астрономический союз (МАС) организовал Рабочую группу при МАС по звёздным именам (WGSN) для каталогизации и стандартизации имен собственных звёзд. WGSN утвердил название «Kang» для этой звезды 30 июня 2016 года, и теперь оно включено в Список утверждённых МАС звёздных имён.

## Описание
Звезда, согласно шкале Бортля, видна невооружённым глазом на городском (англ. City sky) небе. Наблюдается южнее 80° с. ш., лучшее время наблюдения — апрель.
Каппа Девы является углеродной звездой и, используя более современную пересмотренную схему Моргана-Кинана, звезде был присвоен спектральный тип CN-1, что указывает на углеродную звезду типа N с температурным индексом 1. Звезда имеет поверхностную гравитацию 1,83 ± 0,08 СГС, что почти в полтора раза больше, чем на поверхности Солнца.
Вращаясь с экваториальной скоростью 5,1 км/с (то есть со скоростью в 2,5 раза больше солнечной), этой звезде требуется порядка 260 дней, чтобы совершить полный оборот.
Звезда уже сошла с главной последовательности и ей осталось не так много времени (порядка 100 миллионов лет), чтобы закончить ядерный синтез и сбросив свою внешнюю оболочку, стать углеродно-кислородным белым карликом.
К сожалению, у звезды не обнаружено каких-либо планет, по крайней мере пока. Сама Каппа Девы не очень богата металлами — их у неё всего 34 % от того что имеется на Солнца, а звёзды, имеющие планеты, имеют тенденцию иметь больше металлов.
Каппа Девы была исследована на наличие избыточного инфракрасного излучения и была идентифицирована как инфракрасный источник, что может указывать на наличие околозвёздного диска из пыли. Радиальная гелиоцентрическая скорость −4 км/с, и это значит, что звезда приближается в Солнцу.